# Quattro Canti
Quattro Canti, hivatalosan Piazza Villena, Palermo történelmi belvárosának központi tere, barokk stílusú.
1608-1620 között az alkirályok idején építették a teret Giulio Lasso és Mariano Smiriglio tervei alapján. Az alkirály ekkoriban Juan Fernandez Pacheco, Escalona 5. hercege volt.  Itt találkozik a négy történelmi negyede Palermónak: Albergheria, Seralcadio/Capo, La Loggia és Kalsa.

## Leírás
A tér nyolcszögletű, a tér négy oldalán barokk stílusú épületek vannak. A szökőkutak a négy égtájat és évszakot,  a szobrok a négy spanyol uralkodót (V. Károly, II. Fülöp, III.Fülöp, IV. Fülöp) illetve a város négy védőszentjét (Bolsenai Szent Krisztina, Szent Nimfa, Palermói Szent Olívia, Szent Ágota) jelképezi.

## Tér felépítése
| Irány       | dél                      | nyugat          | észak                 | kelet       |
| kép         |                          |                 |                       |             |
| negyed      | Albergheria              | Seralcadio/Capo | La Loggia             | Kalsa       |
|             |                          |                 |                       |             |
| évszak      | tavasz                   | nyár            | ősz                   | tél         |
| király neve | V. Károly                | II. Fülöp       | IV. Fülöp             | III. Fülöp  |
| védőszent   | Bolsenai Szent Krisztina | Szent Nimfa     | Palermói Szent Olívia | Szent Ágota |